# 379
379 је била проста година.

## Догађаји
- 19. јануар – Цар Грацијан уздиже Флавија Теодосија у Сирмијуму, дајући му титулу августа са моћи над свим источним провинцијама. Теодосије се споразумева са Визиготима и насељава их на Балкану као војне савезнике (федерати).
- Грацијан одбија титулу источног цара и одриче се титуле Понтифекс Максимус.
- Британија је приморана да трпи жестоке варварске нападе.
- Ниал постаје високи краљ Ирске.
- Краљ Шапур II, владар Персијског царства, у 70. години, умире након 69-годишње владавине у којој је освојио Јерменију и преселио мноштво људи из западних земаља у Сусијану (Хузистан). Он такође оснива велики град Нишапур у Хорасану (источна Партија). Његовог брата Ардашира II, гувернера-краља Адијабене, племићи постављају на престо.
- Бивши Ћин осваја град Сјангјанг од Источног Ђина. Будистички монах Даоан је премештен из Сјангјанга у Чанган.
- 13. септембар – Јакс Нуун Ајин постаје владар Тикала.
- Григорије Назијански постаје патријарх Цариграда и рањен је када га је напала руља јеретика.
- Јован Златоусти пише књигу о хришћанском образовању деце.

## Смрти
- Википедија:Непознат датум — Свештеномученик Јевсевије хришћански светитељ и епископ самосатски.

- 1. јануар – Василије Велики, епископ Кесарије Мазаке (рођен 330)
- 19. јул – Макрина Млађа, хришћанска монахиња и светица (рођена 327)
- Шапур II (Велики), владар Сасанидског царства (рођен 309)